# Temporada 2015-16 del Básquetbol chileno
La Temporada 2015-2016 del básquetbol chileno abarca todos los torneos de básquetbol profesional y amateur, nacionales e internacionales, disputados por clubes chilenos durante el período comprendido entre finales de abril de 2015 y febrero de 2016.

## Torneos Nacionales
El campeón de la LNB 2015-16 será el representante de Chile en la Liga Sudamericana de Clubes 2016 ya que para la temporada 2015 es el club Colo Colo el que acudirá al torneo por ser el campeón de la LNB 2014-15 y el campeón de Copa Chile 2015 será el representante en la LDA 2016, este último certamen es disputado por los 2 mejores clubes de la Libcentro 2015 y Liga SAESA 2015, que se jugara un formato de cuadrangular en una cede por definir.
| Categoría                | Campeonato      | Campeón                 |
| ------------------------ | --------------- | ----------------------- |
| LNB                      | LNB 2015-16     | Club Deportivo Valdivia |
| Liga Nacional Femenina   | LINBAF 2015     | CD Boston College       |
| LIDEBA                   | LIDEBA 2015     |                         |
| Copa Chile de Básquetbol | Copa Chile 2015 | Colo-Colo               |

## Torneos Regionales
Los 2 primeros lugares de Libcentro 2015 y Liga SAESA 2015 clasificaran para la Copa Chile 2015 para que de esta manera el campeón de dicho certamen clasifique a la LDA 2016.
| Categoría  | Campeonato                      | Campeón                   |
| ---------- | ------------------------------- | ------------------------- |
| Libcentro  | Libcentro 2015                  | Tinguiririca San Fernando |
| Liga Saesa | Liga SAESA 2015                 | cdsc Puerto Varas         |
| Liga Saesa | Temporada 2015 Segunda División | A.B. Temuco Ñielol        |

## Torneos Juveniles
| Categoría           | Campeonato               | Campeón               |
| ------------------- | ------------------------ | --------------------- |
| Campioni del Domani | Campioni del Domani 2015 | Municipal Puente Alto |

## Torneos internacionales
Los clubes que tienen el derecho de jugar estos certámenes serán los ganadores de LNB 2014-15 para disputar Liga Sudamericana de Clubes y la Copa Chile 2015 para LDA 2016. En el caso de la LSC 2015 será el club Colo Colo el que disputará dicho torneo ya que fue el campeón de la LNB 2014-15.
| Categoría                   | Campeonato | Representante                    |
| --------------------------- | ---------- | -------------------------------- |
| Liga Sudamericana de Clubes | LSC 2015   | Colo Colo y Club Deportes Castro |
| Liga de las Américas        | LDA 2016   | Los Leones de Quilpué            |

| Clasificado para la Liga Sudamericana de Clubes 2016 |
| Clasificado para la Liga de las Américas 2016        |